# Ebbe Sand
Ebbe Sand, född 19 juli 1972 i Hadsund, är en dansk före detta fotbollsspelare. Mellan 1998 och 2004 gjorde han 22 mål på 66 landskamper för Danmarks landslag. Efter en framgångsrik spelarkarriär i Brøndby IF och Schalke 04 har han efter sin aktiva karriär bland annat varit anfallstränare för danska landslaget samt sportlig rådgivare i Schalke 04. Ebbe Sand är sedan januari 2019 sportdirektör i Brøndby IF.

## Meriter
- Dansk mästare: 1996, 1997, 1998
- Dansk cupvinnare: 1998
- Tysk cupvinnare:  2001, 2002
- Årets fotbollsspelare i Danmark 1998, 2001